# Adolfo Andresen
Adolfo Amandus Andresen (Sandefjord, 13 de septiembre de 1872—Punta Arenas, 12 de enero de 1940), fue un capitán ballenero, pionero en la modernización de la caza de ballenas en Chile y Sudamérica, y en la ocupación, a partir de 1906, del Territorio Chileno Antártico.

## Biografía
Andresen emigró a Chile en 1894 , donde subsistió con un remolque para salvamento de buques en el Estrecho de Magallanes. Después de observar una gran cantidad de ballenas en el área, viajó a Finnmark para conocer más sobre la caza de cetáceos. Regresó con un cañón arponero para ballenas comprado que instaló en su remolcador, y en la víspera del Año Nuevo de 1903 cazó la primera ballena, una ballena jorobada. Esto fue antes de los famosos pioneros Carl Anton Larsen y Lars Christensen.
El 8 de mayo de 1906, se creó la Sociedad Ballenera de Magallanes con sede en Punta Arenas, cuyos estatutos constan en la escritura pública otorgada en dicha ciudad en esa fecha, ante el notario Jorge Matte. El capital social asciende a 100.000 libras esterlinas. Por decreto supremo NE 2.905,  de fecha 7 de julio de 1906, con las firmas del presidente Germán Riesco y del canciller Joaquín Prieto, el gobierno chileno autoriza la existencia y aprueba los estatutos de la "Sociedad Ballenera de Magallanes" . Esta sería autorizada el 1 de diciembre a instalarse en las Islas Shetland del Sur mediante el Decreto N° 1314 del gobernador de Magallanes, lo cual hicieron en la Caleta Balleneros de la isla Decepción, izando allí la bandera chilena e instalando un depósito de carbón y continuó siendo habitado en temporada estival hasta 1914.
En 1908, durante la Cuarta Expedición Antártica Francesa, el explorador y Médico Jean-Baptiste Charcot visitó las compañías balleneras noruegas y la chilena en la Isla Decepción, en esta última para aprovisionarse de carbón. Un informe de Charcot dice:

Hablo extensamente con el señor Andresen, quien me proporciona datos útiles e interesantes. Hay aquí, en Decepción, tres compañías de balleneros: una chilena y dos noruegas; pero aparte de algunos maquinistas chilenos, los doscientos habitantes actuales de la estación son noruegos. Una de las dos compañías noruegas, tiene como pontón-fábrica un vapor de 2000 toneladas aproximadamente, y llega de las Malvinas; la otra posee dos fragatas de tres palos, viejos veleros que han llegado del Cabo de Buena Esperanza, remolcados por sus pequeñas chalupas de vapor y, en fin, la Sociedad Ballenera de Magallanes, la mejor montada, tiene como pontón-fábrica el vapor de 3000 toneladas sobre el que nosotros estamos (Buque Factoria Gobernardor Bories) ...

Charcot, deseando materializar sus agradecimientos a Adolfo Amandus y la Sociedad Ballenera de Magallanes al proveerlo de treinta toneladas de carbón y de víveres a fin de que continuara con su expedición, nombró a una isla descubierta en el fiordo Lallemand como Isla Andresen.